# Taraż Stary
Taraż Stary (ukr. Старий Тараж) – wieś na Ukrainie, w obwodzie tarnopolskim, w rejonie krzemienieckim.
Zobacz też: Taraż Nowy